# Lucian Mureșan
Lucian Mureșan (Ferneziu, 23 de mayo de 1931) es un religioso rumano, Arzobispo Mayor de Făgăraș y Alba Iulia, Primado de la Iglesia greco-católica rumana y Cardenal presbítero de Sant'Atanasio.

## Biografía
Asistió a la escuela primaria en Ferneziu y a la secundaria en Baia Mare. De joven no pudo seguir su sueño de convertirse en un sacerdote católico porque la Iglesia rumana unida a Roma se había prohibido en 1948.
En 1955, fue uno de los cinco elegidos con carácter excepcional por el obispo de Alba Iulia para estudiar en el Instituto de Teología católica de rito latino en Alba Iulia. Cursó sus estudios para el sacerdocio a pesar de la persecución y, después de estudiar en secreto, logró la obtención de una licenciatura en teología.
Fue ordenado sacerdote el 19 de diciembre de 1964. En años posteriores ejerció su ministerio en la clandestinidad, centrándose principalmente en la pastoral juvenil y en los que se preparaban para recibir las órdenes sagradas. El 27 de mayo de 1990 fue nombrado obispo de Maramureş, y el 4 de julio de 1994 arzobispo de Făgăraș y Alba Iulia, jurisdicción que en 2005 fue elevada a archieparquía mayor.
Fue presidente de la Conferencia Episcopal de Rumanía (1998-2001, 2004-2007 y 2010-2012).
El papa Benedicto XVI lo creó cardenal presbítero de Sant'Atanasio en el consistorio del 18 de febrero de 2012. Como entonces contaba más de 80 años no tiene derecho a entrar en un cónclave papal.
Durante el pontificado del papa Francisco fue convocado para participar en calidad de padre sinodal en el Sínodo extraordinario de obispos sobre la familia (2014), en su carácter de jefe del sínodo de la Iglesia rumana.
| Predecesor: Alexandru Todea | Arzobispo Mayor de Făgăraș y Alba Iulia 1994 - | Sucesor: En el cargo |
| Predecesor: Josyp Slipyj    | Cardenal presbítero de Sant'Atanasio 2012 -    | Sucesor: En el cargo |